# Campeonato Europeo de Gimnasia Artística de 1955
El I Campeonato Europeo de Gimnasia Artística se celebró en Fráncfort (RFA) en el año 1955 y sólo consistió en el concurso masculino. El evento fue organizado por la Unión Europea de Gimnasia (UEG) y la Federación Alemana de Gimnasia.

## Resultados

### Masculino
| Evento                 | Oro                                                                                           | Plata                                                                                         | Bronce                               |
| ---------------------- | --------------------------------------------------------------------------------------------- | --------------------------------------------------------------------------------------------- | ------------------------------------ |
| Concurso completo ind. | Boris Shajlin Unión Soviética                                                                 | Albert Azarian Unión Soviética                                                                | Helmut Bantz Alemania Occidental     |
| Suelo                  | Vladimír Prorok Checoslovaquia                                                                | Jan Cronstedt · Suecia ·                                                                      | Adalbert Dickhut Alemania Occidental |
| Caballo con arcos      | Boris Shajlin Unión Soviética                                                                 | Jan Cronstedt · Suecia ·                                                                      | Hans Sauter · Austria ·              |
| Anillas                | Albert Azarian Unión Soviética                                                                | Helmut Bantz Alemania Occidental Vladimír Prorok Checoslovaquia Boris Shajlin Unión Soviética |                                      |
| Salto de potro         | Adalbert Dickhut Alemania Occidental                                                          | Helmut Bantz Alemania Occidental                                                              | Joseph Stoffel Luxemburgo            |
| Paralelas              | Albert Azarian Unión Soviética Helmut Bantz Alemania Occidental Boris Shajlin Unión Soviética |                                                                                               |                                      |
| Barra fija             | Boris Shajlin Unión Soviética                                                                 | Albert Azarian · Unión Soviética · Jan Cronstedt · Suecia ·                                   |                                      |

## Medallero
| Núm. | País           | Oro | Plata | Bronce | Total |
| ---- | -------------- | --- | ----- | ------ | ----- |
| 1    | URSS           | 6   | 3     | 0      | 9     |
| 2    | RFA            | 2   | 2     | 2      | 6     |
| 3    | Checoslovaquia | 1   | 1     | 0      | 2     |
| 4    | Suecia         | 0   | 3     | 0      | 3     |
| 5    | Austria        | 0   | 0     | 1      | 1     |
| 5    | Luxemburgo     | 0   | 0     | 1      | 1     |
|      | TOTAL          | 9   | 9     | 4      | 22    |